# ジャマイカ (軽巡洋艦)
| HMS ジャマイカ（1943年9月18日撮影） | |
| 艦歴                                | |
| 発注                                | 1938年 |
| 起工                                | 1939年4月28日 |
| 進水                                | 1940年11月16日 |
| 就役                                | 1942年6月29日 |
| 退役                                | 1957年11月20日 |
| その後                              | 1960年11月14日売却 |
| 除籍                                | |
| 性能諸元                            | |
| 排水量                              | 基準 8,770トン 満載 11,194トン                                                                                                 |
| 全長                                | 169.3 m (555.5 ft) |
| 全幅                                | 18.9 m (62 ft) |
| 吃水                                | 5.0 m (16.5 ft) |
| 機関                                | アドミラリティ式三胴型重油専焼水管缶 4基、パーソンズ式ギアード・タービン 4基、4軸推進、(80,000 shp)                            |
| 最大速力                            | 32,25ノット |
| 航続距離                            | 15ノットで6,250海里 |
| 乗員                                | 士官、兵員907名 |
| 兵装                                | 50口径6インチ3連装砲 4基 45口径4インチ連装砲 4基 20mm連装対空機関砲 6基 2ポンド4連装ポムポム砲 2基 21インチ3連装魚雷発射管 2基 |
| 搭載機 (後に撤去)                   | スーパーマリン ウォーラス2機                                                                                                   |

ジャマイカ (HMS Jamaica, 44) はイギリス海軍の軽巡洋艦。クラウン・コロニー級軽巡洋艦（フィジー級軽巡）。
艦名は当時イギリス領だったジャマイカ島に由来する。

## 艦歴
1939年4月28日、ヴィッカース・アームストロング社バーロー造船所にて起工。 1940年11月16日、進水。
1942年6月29日、竣工。本国艦隊に所属し、第二次世界大戦に参加。11月にトーチ作戦を支援。
12月、軽巡洋艦「シェフィールド」とR部隊を形成してバレンツ海海戦に参加した。ロバート・L・バーネット少将は「シェフィールド」で指揮を執り、JW51B船団（護衛部隊指揮官ロバート・シャーブルック少将）の間接護衛を担当した。するとクメッツ提督が率いるドイツ艦隊が、虹作戦を発動して連合国輸送船団を攻撃してきた。連合軍側は最小限の被害と引き換えに、重巡「アドミラル・ヒッパー」と重巡「リュッツォウ」など撃退して勝利した。英軽巡2隻は「ヒッパー」に機関室浸水被害を発生させて撤退に追い込み、味方と誤認して近づいてきたドイツ駆逐艦2隻を至近距離から砲撃して「フリードリヒ・エッコルト」を撃沈した。
1943年7から9月にはポーツマスで改装を行う。同年12月には北岬沖海戦参加し、本国艦隊司令長官ブルース・フレーザー大将が指揮するフォース2に所属した。フォース2は、戦艦「デューク・オブ・ヨーク」、軽巡「ジャマイカ」、駆逐艦4隻で編成されていた。オストフロント作戦により出撃してきたドイツ戦艦「シャルンホルスト」は、すでに巡洋艦部隊（バーネット提督：シェフィールド、ベルファスト、ノーフォーク）と交戦してレーダーに損傷を受けていた。戦場に到着したフォース2は、「シャルンホルスト」を圧倒して撃沈した。
1944年2から3月にはJW57・JW58・RA58船団の護衛に参加。更にドイツ戦艦「ティルピッツ」を攻撃する空母数隻を支援した。1945年4月に近代化改装を受け、この時X(3番)砲塔は撤去されて対空兵装増強、レーダーの新式化が行われた。同年9月には第5巡洋艦戦隊に参加し、インド洋方面へ展開。大戦終結後の1948年8月には第8巡洋艦戦隊に参加し、北アメリカ・西インド諸島方面へ展開した。
1950年7月には朝鮮戦争に参加し、支援砲撃や魚雷艇・ヤク戦闘機と交戦。1952年、本国に帰還し予備役に置かれる。 1953～54年地中海艦隊に転属。1957年11月20日に除籍。保管船となる。 1960年12月20日に解体開始され、1963年8月15日に解体が完了した。

## 画像

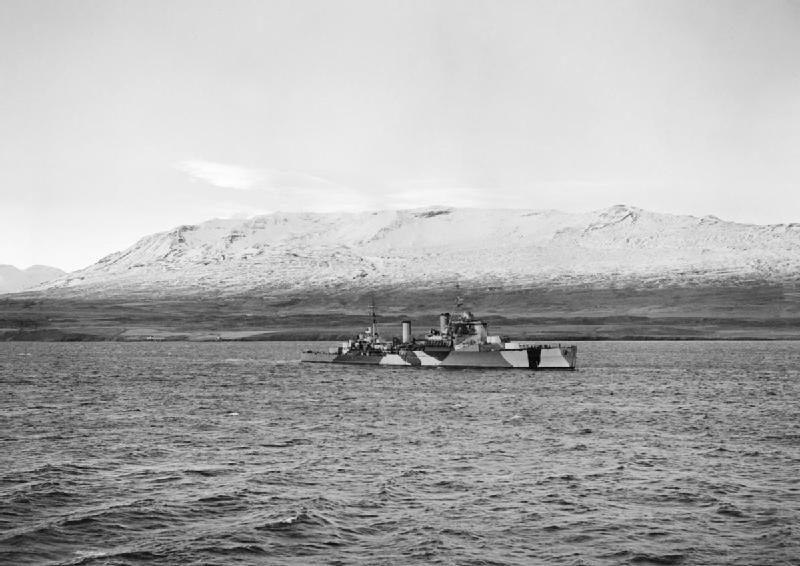
クヴァールフィヨルズルで1943年10～11月撮影
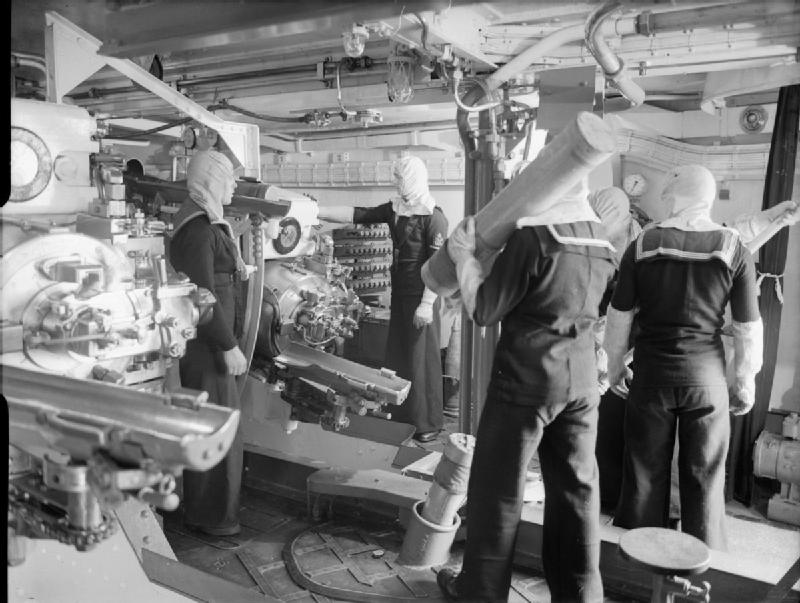
1943年5月撮影
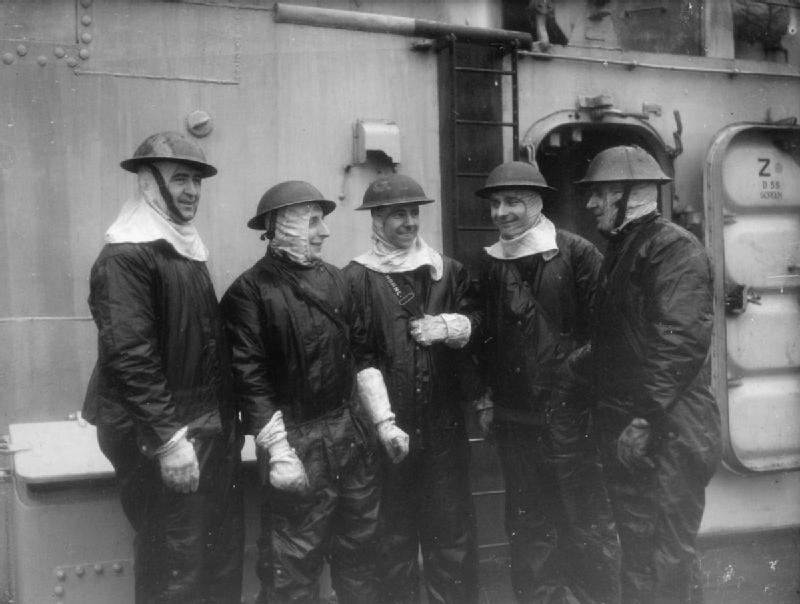
1944年1月1日撮影

## 登場作品
『戦艦シュペー号の最後（原題「The Battle of the River Plate」）』
重巡洋艦「エクセター (HMS Exeter, 68) 」役を務めた。